# Адский бункер: Восстание спецназа
«Адский бункер: Восстание спецназа» (англ. Outpost: Rise of the Spetsnaz) — третья и заключительная часть трилогии фильмов «Адский бункер».

## Сюжет
Ветеран Долохов вспоминает о том, что произошло в нацистском бункере много лет назад, задолго до прибытия в него американских отрядов. В 1945 году, в конце войны на Восточном фронте при нападении на колонну немецких солдат в руки спецгруппы Красной Армии попадают тайные документы, в которых содержится информация о месте расположения секретной нацистской лаборатории. Командир Долохов принимает решение найти и ликвидировать лабораторию, но внезапное нападение обрекает его на плен и последующую борьбу за выживание в нацистском бункере.
Во время пребывания в бункере оставшиеся солдаты из отряда - Долохов (Брайан Ларкин), Фёдор (Иван Камараш) и Аркадий (Велибор Топич) - натыкаются на пленного капитана армии США Роджерса (Бен Ламберт), который рассказывает о предназначении бункера и способах выбраться из него. Вскоре над военнопленными встает задача противостоять одному из подопытных - немецкому суперсолдату. В живых остаются только Долохов и Фёдор. После схватки Долохова с мутантом, они знакомятся с комендантом лагеря смерти - штандартенфюрером СС Штрассером (Майкл Маккелл), который повторно после Роджерса рассказывает о предназначении бункера и всех опытов над людьми. После диалога с военнопленными Штрассер решает поместить Долохова в камеру, так как считает его "слишком необходимым", а над Фёдором начинают проводить опыты. Однако во время разговора Штрассера с Долоховым в камере, внутри которой подопытных подвергали воздействию магнитных полей, последнему удается подобрать зуб от последней жертвы опытов, спровоцировав Штрассера на удары по телу Долохова. После помещения в обычную камеру Долохову удается выбраться из неё, изначально вставив в скважину зуб для противодействия закрытия двери камеры. Убив нескольких солдат, Долохов добирается до лаборатории, где держали Фёдора и освобождает его, однако один из ничего не подозревавших солдат видит трупы нескольких своих товарищей по оружию и поднимает тревогу на весь бункер. Захватив тайные документы, они пытаются выбраться из бункера, попутно уничтожая нацистских солдат, вставших у них на пути. Полковник Штрассер приказывает уничтожить двух диверсантов. Два красноармейца добираются до камер, в которых находились подопытные, подвергшиеся воздействию магнитных волн. После ожесточенной схватки двух солдат против мутантов, выжить удается только Долохову. Ища пути отхода, Долохов встречает Штрассера и убивает последнего, выдавив ему глаза. Найдя вентиляционный канал, Долохову удается выбраться, но во время своего нахождения в лесу далеко от бункера натыкается на стяжку с сигнальным огнем. Отряд из трех человек, действовавших в лесу, идёт по следу Долохова в надежде ликвидировать, однако Долохову удаётся нейтрализовать отряд вместе с командиром.
Как итог, Долохову удаётся выбраться из адского бункера, захватив образцы нацистских экспериментов и одного из зомби.

## В ролях
| Актёр                   | Роль                  |
| ----------------------- | --------------------- |
| Брайан Ларкин           | Долохов               |
| Иван Камараш            | Фёдор                 |
| Майкл Маккелл           | полковник СС Штрассер |
| Велибор Топич           | Аркадий               |
| Бен Ламберт             | капитан Роджерс       |
| Алек Утгофф             | Костя                 |
| Гарет Моррисон          | Потровский            |
| Лоуренс Посса           | Осакин                |
| Джонни Мерес            | Гётц                  |
| Джеймс «Колосс» Томпсон | «Берсерк»             |
| Лео Хорсфилд            | хирург                |
| Вивьен Тейлор           | медсестра             |

## Производство
Режиссёрское кресло занял Киран Паркер, который был продюсером двух предыдущих частей трилогии. Он решил снимать приквел и сфокусировался на «научном объяснении происхождения зомби-нацистов». На роли советских солдат были взяты актёры югославского происхождения, а главного героя, Долохова, сыграл шотландский актёр Брайан Ларкин (специально для роли он набрал 40 килограммов веса). Джонни Мерес вернулся к роли бригадерфюрера Гётца. Гарет Моррисон, который в фильме «Адский бункер: Чёрное солнце» появился в роли зомби, в этой части сыграл советского снайпера Потровского.
В апреле 2012 к актёрскому составу присоединился боец ММА Джеймс «Колосс» Томпсон в роли зомби-нациста под кодовым именем «Берсерк».
Съёмки проходили в 2012 году в городе Рипон в графстве Йоркшир, а сцены в немецком бункере сняты на студии в Глазго, в Шотландии. Весь съёмочный период занял 28 дней.

## Критика
Фильм получил смешанные отзывы кинокритиков.